# Dmitrij Trusj
Dmitrij Vladimirovitj Trusj (ryska: Дмитрий Владимирович Труш), född den 8 februari 1973 i Severskaja, Ryssland, är en rysk gymnast.
Han tog OS-guld i lagmångkampen i samband med de olympiska gymnastiktävlingarna 1996 i Atlanta.